# Wspólnota administracyjna Sulzfeld
Wspólnota administracyjna Sulzfeld – wspólnota administracyjna w Niemczech, w kraju związkowym Badenia-Wirtembergia, w rejencji Karlsruhe, w regionie Mittlerer Oberrhein, w powiecie Karlsruhe. Siedziba wspólnoty znajduje się w miejscowości Sulzfeld, przewodniczącym jej jest Eberhard Roth.
Wspólnota administracyjna zrzesza dwie gminy wiejskie:
- Sulzfeld, 4661 mieszkańców, 18,76 km²
- Zaisenhausen, 1744 mieszkańców, 10,11 km²